# Kombinat Lokomotivbau Elektrotechnische Werke „Hans Beimler“

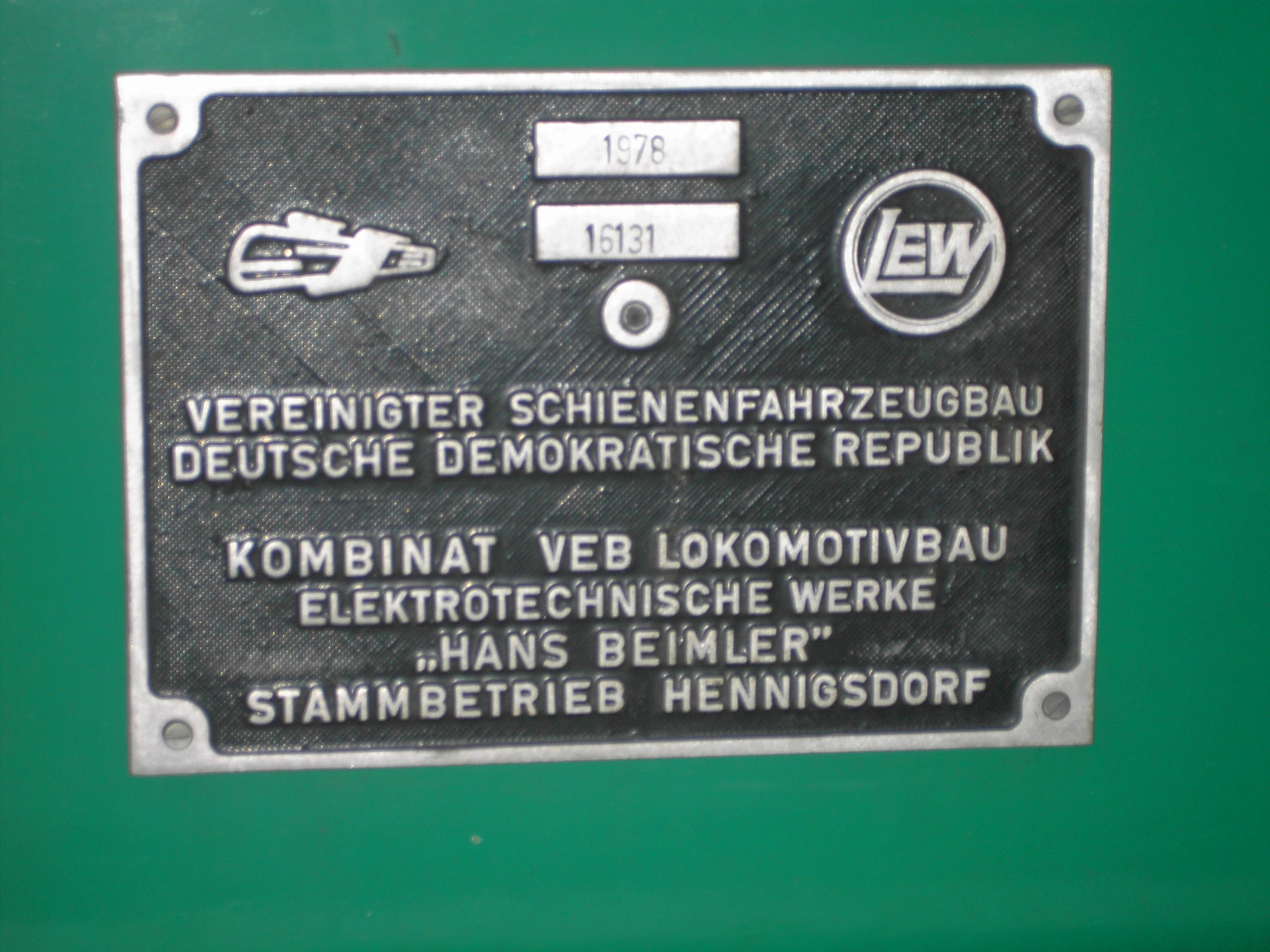
Typenschild an einem MX/MXA-Zug der Budapester Vorortbahn Budapesti Helyiérdekű Vasút

Der VEB Kombinat Lokomotivbau Elektrotechnische Werke „Hans Beimler“ Hennigsdorf (LEW), benannt nach dem kommunistischen Politiker Hans Beimler, war über seinen Stammbetrieb mit Sitz in Hennigsdorf ein Schienenfahrzeughersteller in der DDR und dort der alleinige Hersteller von Elektrolokomotiven sowie Hersteller weiterer elektrotechnischer Industrieprodukte.

## Geschichte
Hervorgegangen ist LEW aus dem Hennigsdorfer Betrieb der AEG. Das zu 80 Prozent im Krieg zerstörte Werk war 1946 von der Sowjetischen Militäradministration in Deutschland (SMAD) beschlagnahmt worden und zwei Jahre später wieder in deutsche Verwaltung übergeben worden. Im gleichen Jahr wurde die Herstellung von Lokomotiven wieder aufgenommen.
Der Betrieb gehörte ab 1948 der VVB VEM Berlin (Elektromaschinenbau) an. Zwischen 1951 und 1958 wurde der Betrieb direkt dem Ministerium für Maschinenbau unterstellt und ab 1958 durch die VVB Hochspannungsgeräte und Kabel Berlin geleitet. Ab 1969 unterstand das neugegründete Kombinat Lokomotivbau Elektrotechnische Werke dem Ministerium für Elektrotechnik und Elektronik. Weitere zentral geleitete Kombinate im Zuständigkeitsbereich dieses Ministeriums sind in der Liste von Kombinaten der DDR aufgeführt.

### Nach der Wiedervereinigung
Nach der Wiedervereinigung 1990 teilte die Treuhandanstalt das Kombinat auf. Der Schienenfahrzeugteil wurde ab 1992 als AEG Schienenfahrzeuge Hennigsdorf GmbH weitergeführt, von 1996 bis 2001 war es dann ein Werk von Adtranz und gehörte seitdem – mit deutlich verminderter Belegschaft – zu Bombardier Transportation und wurde 2021 mit dieser zusammen von Alstom übernommen.
Die Sparte Isolierstoffe der LEW wurde 1992 vom Schweizer Unternehmen Von Roll Isola übernommen, aber später in Hennigsdorf aufgelöst. Der Bereich elektrische Haushaltsgeräte der alten LEW wurde als Treuhandbetrieb LEW GmbH weitergeführt, konnte aber mit Warmwassergeräten nicht am Markt bestehen und wurde abgewickelt. Der industrielle Teil der Elektrowärme existiert noch heute als Marx Elektrowärme GmbH und hat sich auf die Herstellung von Industrieöfen und Gießpfannen spezialisiert.

## Produkte

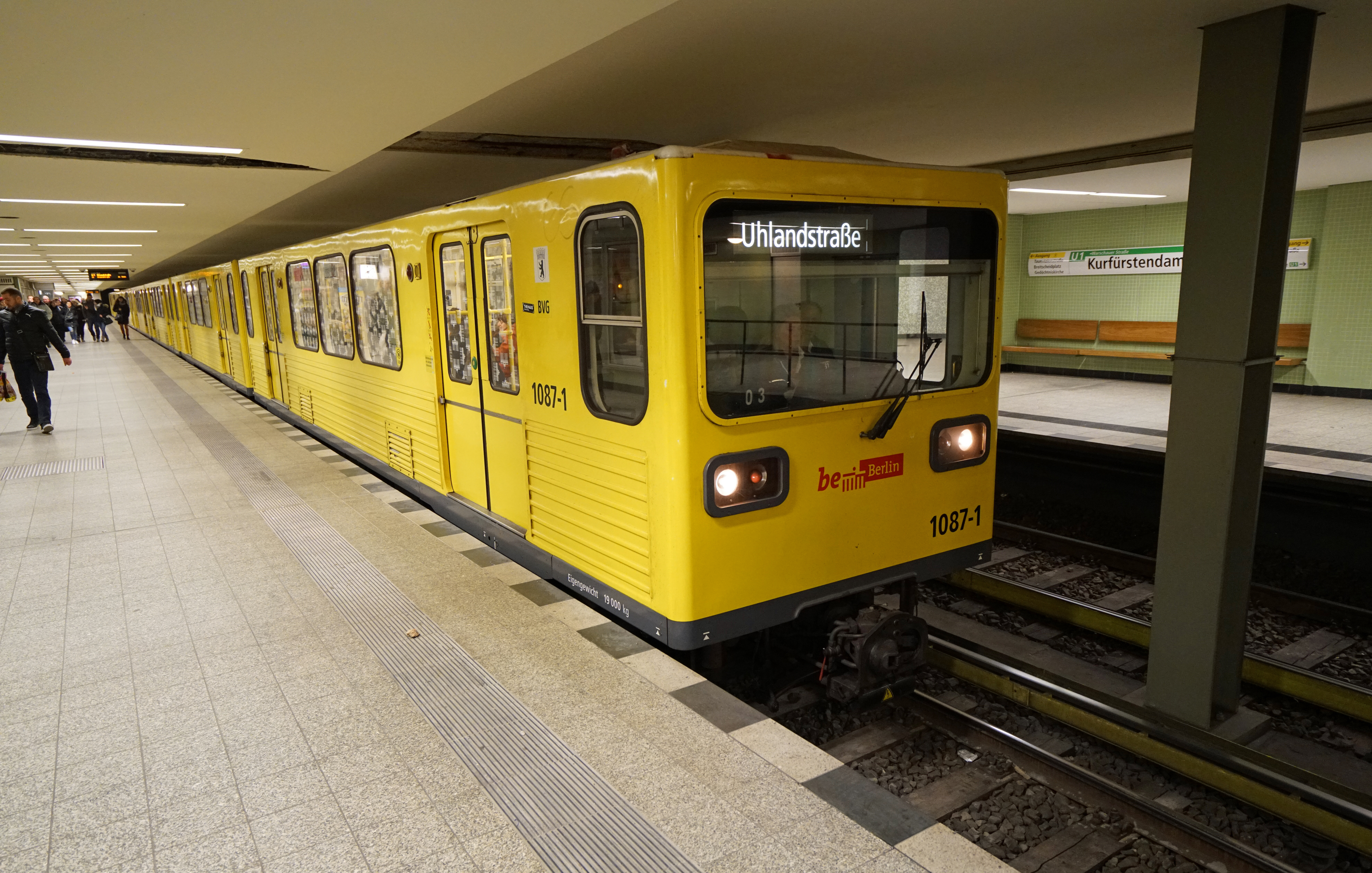
Zug der BVG-Baureihe G des Herstellers LEW im U-Bahnhof Kurfürstendamm auf der U-Bahn-Linie U1 der U-Bahn Berlin: Diese Baureihe ist die einzige in der DDR konstruierte Fahrzeugserie für die Kleinprofilstrecke.

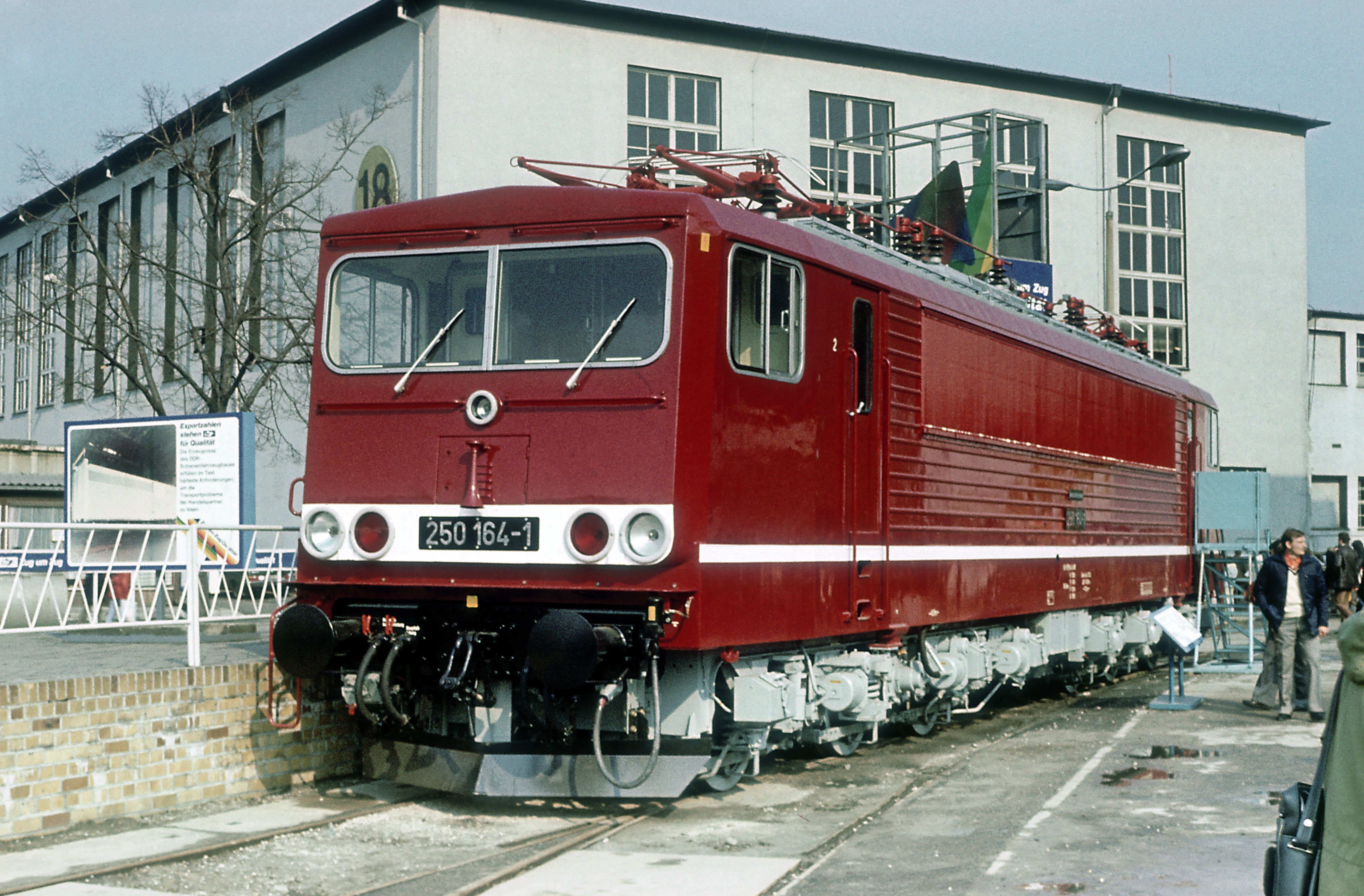
250 164 in Serienausführung auf der Leipziger Frühjahrsmesse 1982

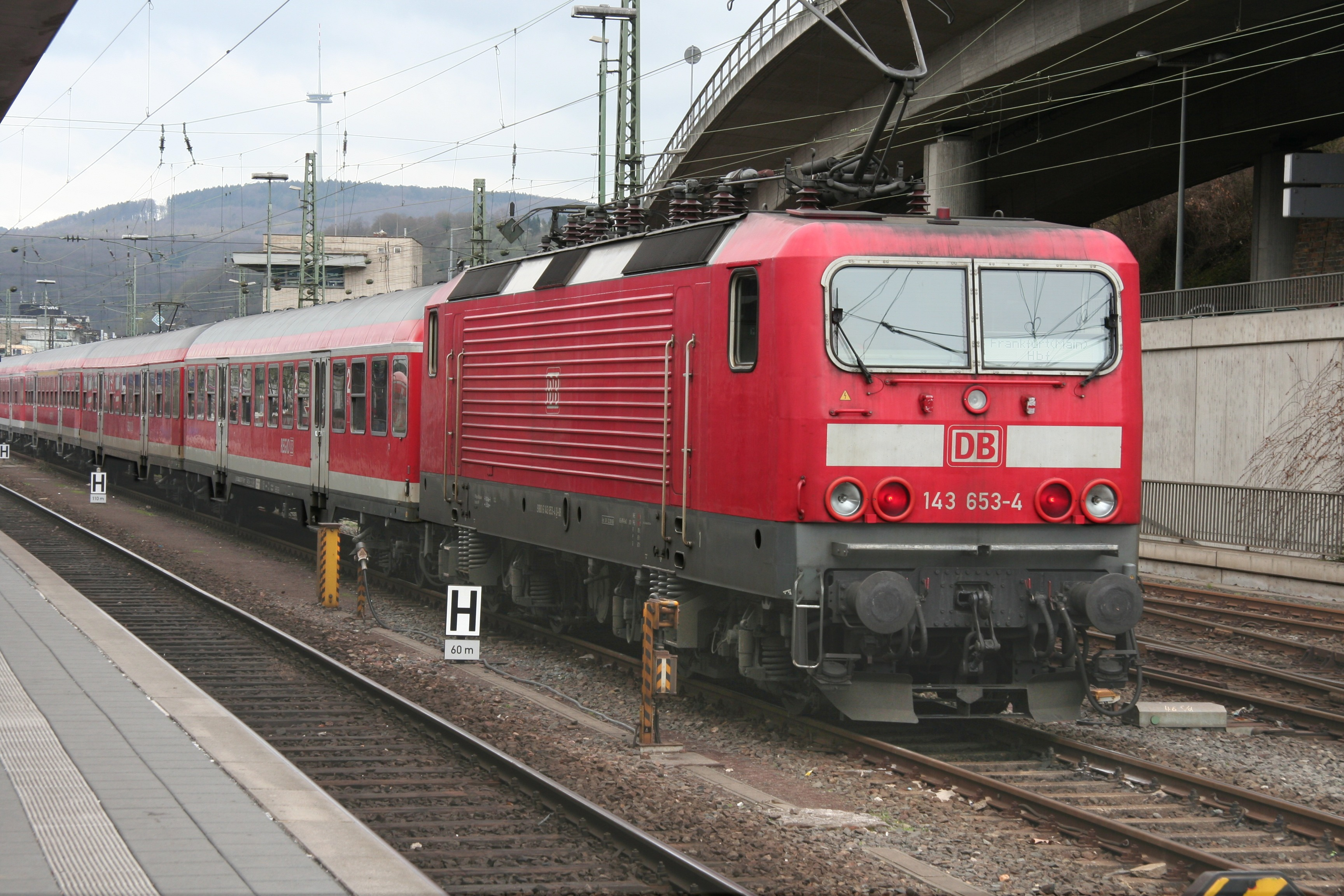
Lokomotive 143 653-4 am 3. April 2010 im Hauptbahnhof Koblenz

Neben den Elektrolokomotiven der DR-Baureihen 211, 242, 251, 250, 212/243 und 252 wurden ab 1964 auch die vom VEB Lokomotivbau „Karl Marx“ (LKM) in Potsdam-Babelsberg entwickelten Diesellokomotiven der Baureihe V 60.12 und Baureihe 110 dort in Serie gebaut. Weiterhin wurden unterschiedliche Wagentypen für Grubenbahnen sowie verschiedene Triebwagentypen für den Export und die Berliner S- und U-Bahn hergestellt.
1954 wurden auch die Prototypen der Dampflok-Baureihe 65.10 in Hennigsdorf gebaut, 1961 die Neuentwicklungen DR-Baureihe E 11 und E 42, 1973/1974 die Prototypen der Baureihe 280. Ab 1952 wurden die Grubenloks der Baureihe EL 2 für Normalspur und bereits ab 1951 die Grubenloks der Baureihe EL 3 für die 900-mm-Schmalspur hergestellt. Eine weitere Bauart der EL-Reihe ist die Baureihe EL 4, die für Werkbahnen der DDR produziert wurde. Außerdem produzierte LEW in den Jahren 1954 bis 1958 für die polnischen Staatsbahnen PKP die Gleichstrom-Lokomotiven der Baureihe E 04 (EU 04) und E 05 (EU 20). Ab 1962 wurden Diesellokomotiven an die brasilianische Companhia Paulista geliefert.
Die weitverbreiteten Akkuschleppfahrzeuge (ASF) der Baureihe EL 16 kamen ebenfalls aus Hennigsdorf.
Die vom Ardenne-Institut entwickelten Elektronenstrahl-Mehrkammeröfen zur Herstellung ultrareiner Stähle wurden auch in Hennigsdorf gefertigt. Ebenfalls wurden in Hennigsdorf große Mengen an Kupferfolie für die Produktion von Leiterplatten in der DDR hergestellt.
Während die Fertigung von Triebfahrzeugen im Stammbetrieb den größten Teil der industriellen Warenproduktion des Kombinats ausmachte, waren die weiteren Kombinatsbetriebe darüber hinaus in der Herstellung von Elektroöfen und -anlagen, Schweißmaschinen und -anlagen, Leiterplatten, Induktionserwärmungsanlagen, galvanotechnische Anlagen sowie Elektroisolierstoffen aktiv.
Im Zuge der Konsumgüter-Offensive der 1980er Jahre wurden auch elektrische Haushaltsgeräte, Gartenmöbel und Saunaöfen produziert.
Als Reparation wurde die LEW IV-KP1 produziert.

## Zugehörige Betriebe
Zum Kombinat LEW gehörten die folgenden Betriebe: 
- VEB Lokomotivbau Elektrotechnische Werke „Hans Beimler“ Hennigsdorf; (Stammbetrieb)
- VEB Elektro-Industrieofenbau Römhild
- VEB Elektrowärme Belzig; (zuvor im Kombinat Haushaltgeräte)
- VEB Galvanotechnik Leipzig (GTL); (Nachfolgeunternehmen der Langbein-Pfanhauser Werke)
- VEB Inducal Göllingen
- VEB Industrieofenbau Egeln; (bis 1978, danach Kombinat Haushaltgeräte und aufgegangen im Gasgerätewerk Dessau)
- VEB Industrieofen- und Anlagenbau Güntersberge
- VEB Infrarot-Anlagen Oranienburg
- VEB Isokond Isolierstoff- und Kondensatorenwerk Berlin
- VEB Schaltgerätewerk Werder; (ab 1984)
- VEB Schichtpreßstoffwerk Bernau (SPW)